# Husby Klitplantage
Husby Klitplantage är en skog i Danmark.   Den ligger i Holstebro kommun i Region Mittjylland, i den västra delen av landet, 280 km väster om Köpenhamn. Den ligger innanför sanddynen Husby Klit.